# Ліповець (Новомейський повіт)
Ліповець (пол. Lipowiec, нім. Lipowitz) — село в Польщі, у гміні Кужентник Новомейського повіту Вармінсько-Мазурського воєводства.
Населення — 320 осіб (2011).

## Демографія
Демографічна структура станом на 31 березня 2011 року:
|          | Загалом | Допрацездатний вік | Працездатний вік | Постпрацездатний вік |
| -------- | ------- | ------------------ | ---------------- | -------------------- |
| Чоловіки | 165     | 58                 | 98               | 9                    |
| Жінки    | 155     | 33                 | 96               | 26                   |
| Разом    | 320     | 91                 | 194              | 35                   |